# FineReader
ABBYY FineReader – program służący do rozpoznawania znaków (OCR), stworzony przez firmę ABBYY.
FineReader został zaprojektowany z myślą o konwertowaniu zeskanowanych obrazków, fotografii dokumentów i plików PDF do edytowalnego formatu, takich jak Microsoft Word, Microsoft Excel, Microsoft PowerPoint, Rich Text Format, HTML lub pliki tekstowe.

## Wersje
Professional Edition
Wersja na systemy Microsoft Windows, przeznaczona dla użytkowników indywidualnych, ludzi zatrudnionych we własnej firmie i małych, domowych biur.
Corporate Edition
Wersja na systemy Microsoft Windows, przeznaczona dla małych i średnich przedsiębiorstw.
Site License Edition
Wersja na systemy Microsoft Windows, przeznaczona dla dużych organizacji.
Express Edition for Mac
Wersja przeznaczona na systemy Mac OSX 10.4, 10.5 i 10.6.